# Cercophana rufescens
Cercophana rufescens är en fjärilsart som beskrevs av Philippi 1864. Cercophana rufescens ingår i släktet Cercophana och familjen påfågelsspinnare. Inga underarter finns listade i Catalogue of Life.